# Keita Umezaki
Keita Umezaki (jap. 梅崎 慶大, Umezaki Keita; * 12. August 1981 in Hakuba, Präfektur Nagano) ist ein japanischer Skispringer beim Unternehmen Yukijirushi Nyūgyō.

## Werdegang
Umezaki studierte an der Meiji-Universität. Seinen ersten Karriereerfolg feierte er mit dem Gewinn der Silbermedaille im Teamspringen bei der Junioren-Weltmeisterschaft 1998 in St. Moritz. Bereits zuvor war er erstmals im Skisprung-Continental-Cup gestartet, erreichte jedoch nur die hinteren Ränge. Am 24. Januar 2004 gab er sein Debüt im Skisprung-Weltcup und belegte beim Springen im heimischen Sapporo den 44. und 50. Platz. Den Grand Prix 2007 beendete er nach guten Leistungen – darunter ein 13. Platz in Hakuba – auf dem 60. Platz der Gesamtwertung. Ab 2009 sprang Umezaki nur noch bei FIS-Springen, jedoch nicht mehr in den internationalen Serien. Bei den japanischen Meisterschaften 2009 in Hakuba gewann er von der Normalschanze Silber. Erst bei den Continental-Cup-Springen am 8. und 9. Januar 2011 in Sapporo war er nach zwei Jahren internationaler Pause wieder mit von der Partie und belegte die Plätze 21 und 46.
Im Februar 2012 bestritt er seine letzten internationalen Springen mit zwei FIS-Springen in Sapporo.

## Statistik

### Grand-Prix-Platzierungen
| Saison | Platz | Punkte |
| ------ | ----- | ------ |
| 2007   | 060.  | 022    |

### Continental-Cup-Platzierungen
| Saison  | Platz | Punkte |
| ------- | ----- | ------ |
| 1997/98 | 188.  | 032    |
| 1998/99 | 224.  | 014    |
| 1999/00 | 274.  | 002    |
| 2003/04 | 086.  | 074    |
| 2004/05 | 079.  | 080    |
| 2005/06 | 111.  | 045    |
| 2006/07 | 052.  | 110    |
| 2007/08 | 029.  | 303    |
| 2008/09 | 144.  | 017    |
| 2010/11 | 154.  | 010    |